# Augusto Corbi
Augusto Corbi (Masse di Siena, 1837 – Siena, 5 settembre 1901) è stato un architetto e restauratore italiano.
È considerato uno dei più stimati e prolifici architetti operanti nella Toscana meridionale nella seconda metà del XIX secolo.

## Biografia
Diplomatosi a Siena all'Istituto di belle arti, fu avviato alla professione di architetto in seguito ad un periodo di perfezionamento a Firenze.
Il suo contributo è ricordato soprattutto per gli interventi nel campo dell'architettura teatrale. Tra il 1888 e il 1892 realizzò a Grosseto il Teatro degli Industri, mentre a Siena progettò nel 1875, insieme a Giuseppe Partini, la ristrutturazione del Teatro dei Rozzi, e nel 1882 contribuì al rinnovamento dell'Accademia degli Intronati negli spazi del Palazzo Pubblico. Suoi anche il teatro di Chianciano Terme e la ristrutturazione del Teatro degli Smantellati a Sinalunga e del Teatro Poliziano di Montepulciano nel 1882.

## Opere
- Palazzino Micchi, via Cavour, Siena
- Palazzina Avanzati, passeggio della Lizza, Siena
- Cappelle Buonsignori e Pozzesi, camposanto della Misericordia, Siena
- Monumento a padre Tommaso Pendola, Istituto dei sordomuti, Siena (1884)
- Cimitero, Montalcino
- Palazzo Gori, Serre di Rapolano
- Villa dei fratelli Senesi, località Lucerena, Casole d'Elsa
- Villa di Giuseppe Vignale, località Costalpino, Siena
- Palazzo Cinotti, restauro, Siena
- Palazzo Piccolomini delle Papesse, ristrutturazione, Siena, (1884-1885)
- Teatro degli Industri, Grosseto (1888-1892)
- Teatro dei Rozzi, Siena
- Teatro degli Smantellati, ristrutturazione, Sinalunga
- Teatro Poliziano, ristrutturazione, Montepulciano (1882)
- Palazzo Bargagli, restauro, Siena
- Casa della Pia de' Tolomei, Siena (1867)
- Sala delle Adunanze, Ospedale di Santa Maria della Scala, ristrutturazione, Siena (1890)